# Długość całkowita (statek)

Porównanie długości całkowitej (oznaczonej LOA) z długością wodnicy ładunkowej (LWL)

Długość całkowita (LOA) – w terminologii okrętowej: pozioma odległość pomiędzy najbardziej wysuniętymi do dziobu i rufy stałymi punktami kadłuba, mierzona w płaszczyźnie symetrii pomiędzy prostymi prostopadłymi do wodnicy konstrukcyjnej statku.